# Гипофосфит марганца
Гипофосфит марганца — неорганическое соединение,
соль марганца и фосфорноватистой кислоты с формулой Mn(PH2O2)2,
розовые кристаллы,
растворяется в воде,
образует кристаллогидраты.

## Получение
- Обменная реакция между растворами гипофосфита кальция и сульфата марганца:

{\displaystyle {\mathsf {MnSO_{4}+Ca(PH_{2}O_{2})\ {\xrightarrow {}}\ Mn(PH_{2}O_{2})+CaSO_{4}\downarrow }}}

## Физические свойства
Гипофосфит марганца образует розовые кристаллы.
Растворяется в воде, не растворяется в этаноле.
Образует кристаллогидрат состава Mn(PH2O2)2•H2O, который теряет воду при температуре выше 150°С.

## Химические свойства
- Разлагается при нагревании:

{\displaystyle {\mathsf {Mn(PH_{2}O_{2})\ {\xrightarrow {360^{o}C}}\ MnHPO_{4}+PH_{3}\uparrow }}}